# Jeroni Nadal Reus
Jeroni Nadal Reus (Binissalem, Mallorca) és un cirurgià oftalmòleg mallorquí.
Nadal exerceix de cirurgià oftalmòleg i cap de la Unitat macular del Departament vitri-retinal a l'Institut Barraquer d'Oftalmologia, a Barcelona, on ha desenvolupat una sèrie de procediments quirúrgics i tècniques pioneres al camp de l'oftalmologia de la retina i vitri i el 2015, es va realitzar la primera operació d'implant de retina d'Europa en un pacient amb síndrome d'Usher.

## Trajectòria
Nadal va néixer a Binissalem, Mallorca, i amb disset anys es va traslladar a Barcelona, per iniciar els estudis de medicina a la Universitat Autònoma de Barcelona (UAB), on es va graduar en Medicina i Cirurgia el 1984. Nadal va completar la seva residència en oftalmologia al Centre d'Oftalmologia Barraquer el 1989, on es convertí en un especialista de la Retina. Va rebre formació complementària en la Mayo Clinic Rochester, a Minnesota, als Estats Units. En l'actualitat, és subdirector mèdic i coordinador de l'àrea de Retina i vitri del Centre d’Oftalmologia Barraquer.
El 2000, Nadal va ser nomenat cirurgià en cap i coordinador de la Unitat de Màcula del Centre d'Oftalmologia Barraquer, on també és responsable de la formació dels metges residents i de la coordinació dels cursos de doctorat i membre de la Junta de Govern. Jeroni Nadal és membre de diverses associacions científiques nacionals i estrangeres, com ara l'Acadèmia Europea d'Oftalmologia, l'Acadèmia Americana d'Oftalmologia, l'Associació Europea per a la Investigació de la Visió i dels Ulls (EVER), la Societat Panamericana d'Oftalmologia, la Societat Europea de Vitre-Retina o la Societat francesa d'Oftalmologia. Des del 2014 és membre de la Reial Acadèmia de Medicina de Catalunya, i des del 2018 és el president de la Societat Catalana d'Oftalmologia.

## Cirurgia pionera
Com a impulsor internacional i pioner en el camp de la visió artificial, el 2014 es va convertir en el primer cirurgià en implantar un "ull biònic" a Espanya amb el dispositiu ‘Argus II’, col·locat al Centre d'Oftalmologia Barraquer. Aquest implant proporciona l'estimulació elèctrica de la retina necessària per augmentar la consciència visual en les persones cegues que permetin als pacients identificar objectes, formes, contorns i moviments. Amb el mateix procediment també esdevé el primer cirurgià del món que aconsegueix rehabilitar un pacient amb sordceguesa, causada per la síndrome d'Usher. Nadal continua participant en l'evolució d’aquest camp i és codirector del projecte de visió artificial HOPE (High Optical Resolution Pixel Electrodes Retinal Implant), així com investigador principal del projecte internacional i-VISION. A més de la visió artificial, Jeroni Nadal desenvolupa la seva activitat com a investigador en dues àrees més, la teràpia gènica i la teràpia cel·lular.

## Reconeixements
- Premi Siurell Iniciativa Científica (2019)[4]
- Premi Bist Ignite, atorgat pel BIST (Barcelone Institute of Science and Technology), al projecte de visió artificial HOPE (2017)[2]
- Premi Mateu Orfila de la Reial Acadèmia de Medicina de les Illes Balears (2016)[2]
- Premi Jaume II del Consell Insular de Mallorca (2016)[2]
- Award Best of the Show de l’American Academy of Ophthalmology.[2]
- Premi Fundació Barraquer (2013)[2]